# Sport- und Schwimmverein Jahn 2000 Regensburg 2005-2006
Questa voce raccoglie le informazioni riguardanti lo Sport- und Schwimmverein Jahn 2000 Regensburg nelle competizioni ufficiali della stagione 2005-2006.

## Stagione
Nella stagione 2005-2006 il Jahn Regensburg, allenato da Mario Basler, Dariusz Pasieka e Günter Güttler, concluse il campionato di Regionalliga sud al 17º posto e fu retrocesso in Oberliga. In Coppa di Germania il Jahn Regensburg fu eliminato al primo turno dall'Alemannia Aquisgrana.

## Rosa
| N. |                       | Ruolo | Calciatore        |
| -- | --------------------- | ----- | ----------------- |
| 1  | Germania (bandiera)   | P     | Thorsten Müller   |
| 2  | Germania (bandiera)   | D     | Stefan Binder     |
| 3  | Brasile (bandiera)    | D     | Cristovao Trombin |
| 4  | Germania (bandiera)   | D     | Kristjan Glibo    |
| 5  | Germania (bandiera)   | C     | Sebastian Kreis   |
| 6  | Spagna (bandiera)     | C     | David Montero     |
| 7  | Portogallo (bandiera) | C     | João Paulo Brito  |
| 8  | Germania (bandiera)   | C     | Dino Toppmöller   |
| 9  | Germania (bandiera)   | C     | Jan Hoffmann      |
| 10 | Germania (bandiera)   | C     | Fabrizio Hayer    |
| 11 | Galles (bandiera)     | A     | Dylan Hughes      |
| 11 | Slovenia (bandiera)   | A     | Senad Tiganj      |
| 12 | Zimbabwe (bandiera)   | D     | George Mbwando    |
| 13 | Germania (bandiera)   | C     | Christian Wimmer  |
| 14 | Germania (bandiera)   | C     | Stefan Jarosch    |
| 15 | Germania (bandiera)   | D     | Tobias Fink       |
| 16 | Danimarca (bandiera)  | D     | Lars Jensen       |
| 17 | Germania (bandiera)   | D     | Christian Kritzer |

| N. |                     | Ruolo | Calciatore          |
| -- | ------------------- | ----- | ------------------- |
| 18 | Germania (bandiera) | A     | Michael Petry       |
| 19 | Germania (bandiera) | A     | Herbert Obele       |
| 20 | Germania (bandiera) | D     | David Romminger     |
| 21 | Marocco (bandiera)  | A     | Faouzi Atmani       |
| 22 | Germania (bandiera) | D     | Christian Alder     |
| 23 | Germania (bandiera) | A     | Jürgen Schmid       |
| 24 | Germania (bandiera) | C     | Andreas Schäffer    |
| 26 | Germania (bandiera) | C     | Harald Gfreiter     |
| 27 | Germania (bandiera) | A     | Markus Reisinger    |
| 28 | Germania (bandiera) | A     | Stefan Köck         |
| 30 | Germania (bandiera) | P     | Erol Sabanov        |
| 32 | Germania (bandiera) | C     | Marian Faltermeier  |
| 34 | Ucraina (bandiera)  | A     | Anton Šynder        |
|    | Germania (bandiera) | D     | Daniel Brode        |
|    | Germania (bandiera) | D     | Bastian Schmiofski  |
|    | Germania (bandiera) | C     | Christian Zechmann  |
|    | Germania (bandiera) | A     | Christian Pollinger |

## Organigramma societario
Area tecnica
- Allenatore: Günter Güttler
- Allenatore in seconda:
- Preparatore dei portieri:
- Preparatori atletici:
- Analisi video:

## Calciomercato

### Sessione estiva
| Acquisti | Acquisti          | Acquisti        | Acquisti |
| R.       | Nome              | da              | Modalità |
| -------- | ----------------- | --------------- | -------- |
| D        | Daniel Brode      | Colonia II      |          |
| D        | Cristovao Trombin | 1. FC Pforzheim |          |
| C        | David Montero     | RW Oberhausen   |          |
| A        | Jürgen Schmid     | Feucht          |          |

| Cessioni | Cessioni          | Cessioni              | Cessioni |
| R.       | Nome              | a                     | Modalità |
| -------- | ----------------- | --------------------- | -------- |
| D        | El Hadji Dione    | Eschborn              |          |
| D        | Tobias Fink       | Wacker Burghausen     |          |
| P        | Felix Hörrlein    | Sandhausen            |          |
| C        | Sebastian Huber   | Norimberga II         |          |
| D        | Dubravko Kolinger | Coblenza              |          |
| C        | Dominik Schmitt   | Freier TuS Regensburg |          |
| D        | Daniel Wimmer     | Doxa Katōkopias       |          |

### Sessione invernale
| Acquisti | Acquisti          | Acquisti          | Acquisti |
| R.       | Nome              | da                | Modalità |
| -------- | ----------------- | ----------------- | -------- |
| A        | Senad Tiganj      | Wacker Burghausen |          |
| A        | Faouzi Atmani     | Eschborn          |          |
| C        | João Paulo Brito  | Kastoria          |          |
| D        | Christian Kritzer | Karlsruhe         |          |

| Cessioni | Cessioni      | Cessioni        | Cessioni |
| R.       | Nome          | a               | Modalità |
| -------- | ------------- | --------------- | -------- |
| C        | Grover Gibson | Preußen Münster |          |
| A        | Enrico Kern   | Hansa Rostock   |          |
| A        | Ali Özcakmak  | Elazığspor      |          |

## Risultati

### Regionalliga

#### Girone di andata
| Arbitro: | Pickel |

|          |           |  |
| Fink 84’ | Marcatori |  |

| Arbitro: | Sippel |

|                           |           |                          |
| Petry 25’ Kern 43’ (rig.) | Marcatori | 69’ Schlabach 76’ Parmak |

| Arbitro: | Drees |

|             |           |          |
| Senesie 59’ | Marcatori | 74’ Kern |

| Arbitro: | Brych |

|          |           |                        |
| Kern 85’ | Marcatori | 70’ Wittek 89’ Haffner |

| Arbitro: | Walz |

|                                           |           |                    |
| Džaka 7’ (rig.) Guščinas 20’ Kolinger 51’ | Marcatori | 18’, 38’, 62’ Kern |

| Arbitro: | Fleischer |

|  |           |                                                 |
|  | Marcatori | 41’ Thorandt 45’ Römer 52’ Hutwelker 89’ Okpala |

| Arbitro: | Viktora |

|                        |           |                  |
| Sajaia 40’ Seufert 70’ | Marcatori | 77’ (rig.) Hayer |

| Arbitro: | Kampka |

|                    |           |                            |
| Toppmöller 8’, 26’ | Marcatori | 40’ Leifermann 87’ Gaubatz |

| Arbitro: | Christ |

|  |           |                    |
|  | Marcatori | 15’ Kern 83’ Obele |

| Arbitro: | Greth |

|                            |           |                                      |
| Hoffmann 37’, 62’ Kern 58’ | Marcatori | 13’ Berger 63’ Caligiuri 90’ Rathgeb |

| Arbitro: | Kristek |

|                    |           |  |
| Mann 48’ Traut 89’ | Marcatori |  |

| Arbitro: | Steinberg |

|                         |           |           |
| Toppmöller 64’ Kern 85’ | Marcatori | 68’ König |

| Arbitro: | Hagen |

|  |           |                                      |
|  | Marcatori | 17’, 72’ Kern 44’ Mbwando 59’ Schmid |

| Arbitro: | Metzger |

|                                                                   |           |                         |
| Alder 3’ Toppmöller 11’ Kern 27’, 33’, 56’ Schmid 58’ Jarosch 80’ | Marcatori | 17’ Beierle 43’ Grassow |

| Arbitro: | Schriever |

|  |           |                      |
|  | Marcatori | 14’ Nicu 65’ Diakité |

| Arbitro: | Schößling |

|               |           |  |
| Coulibaly 89’ | Marcatori |  |

| Arbitro: | Bauer |

|           |           |  |
| Alder 87’ | Marcatori |  |

#### Girone di ritorno
| Arbitro: | Hofmann |

|            |           |  |
| Schmid 15’ | Marcatori |  |

| Stoccarda 11 dicembre 2005, ore 14:30 CET 19ª giornata | Kickers Stoccarda | 0 – 0 referto | Jahn Ratisbona | Gazi-Stadion auf der Waldau (3 350 spett.)\| Arbitro: \| Steinhaus-Webb \| |
| Arbitro:                                               | Steinhaus-Webb    |               |                |                                                                            |

| Arbitro: | Kempter |

|            |           |                                       |
| Atmani 39’ | Marcatori | 47’ (rig.) Marić 86’ Throm 90’ Boller |

| Arbitro: | Kristek |

|                        |           |                |
| Sprecakovic 53’ (rig.) | Marcatori | 44’ Toppmöller |

| Ratisbona 3 maggio 2006, ore 19:00 CEST 22ª giornata | Jahn Ratisbona | 0 – 0 referto | Coblenza | Jahnstadion (1 200 spett.)\| Arbitro: \| Palilla \| |
| Arbitro:                                             | Palilla        |               |          |                                                     |

| Arbitro: | Brych |

|                    |           |  |
| Haas 38’ Traub 66’ | Marcatori |  |

| Arbitro: | Hartmann |

|  |           |           |
|  | Marcatori | 88’ Fuchs |

| Eschborn 25 marzo 2006, ore 14:30 CET 25ª giornata | Eschborn | 0 – 0 referto | Jahn Ratisbona | Heinrich-Graf-Sportanlage (250 spett.)\| Arbitro: \| Gerber \| |
| Arbitro:                                           | Gerber   |               |                |                                                                |

| Arbitro: | Aytekin |

|                  |           |                                  |
| Alder 20’ (rig.) | Marcatori | 3’ Milchraum 37’, 45’ Ziegenbein |

| Arbitro: | Wingenbach |

|          |           |  |
| Galm 63’ | Marcatori |  |

| Arbitro: | Lupp |

|                    |           |  |
| Fink 10’ Glibo 17’ | Marcatori |  |

| Arbitro: | Bornhöft |

|                    |           |  |
| König 25’ Bohl 63’ | Marcatori |  |

| Arbitro: | Brombacher |

|                       |           |                       |
| Schmid 59’ Tiganj 86’ | Marcatori | 66’ Donato 84’ Braham |

| Arbitro: | Otte |

|                        |           |  |
| Iličević 55’ Cenci 67’ | Marcatori |  |

| Arbitro: | Metzen |

|          |           |  |
| Nicu 29’ | Marcatori |  |

| Arbitro: | Schlutius |

|  |           |                     |
|  | Marcatori | 48’ Sailer 77’ Okic |

| Pfullendorf 27 maggio 2006, ore 14:30 CEST 34ª giornata | Pfullendorf | 0 – 0 referto | Jahn Ratisbona | ALNO-Arena (1 630 spett.)\| Arbitro: \| Wagner \| |
| Arbitro:                                                | Wagner      |               |                |                                                   |

### Coppa di Germania
| Arbitro: | Schmidt |

|           |           |                                                    |
| Glibo 60’ | Marcatori | 15’ Plaßhenrich 100’ (rig.) Pinto 113’ Schlaudraff |

## Statistiche

### Statistiche di squadra
| Competizione      | Punti | In casa | In casa | In casa | In casa | In casa | In casa | In trasferta | In trasferta | In trasferta | In trasferta | In trasferta | In trasferta | Totale | Totale | Totale | Totale | Totale | Totale | DR  |
| Competizione      | Punti | G       | V       | N       | P       | Gf      | Gs      | G            | V            | N            | P            | Gf           | Gs           | G      | V      | N      | P      | Gf     | Gs     | DR  |
| ----------------- | ----- | ------- | ------- | ------- | ------- | ------- | ------- | ------------ | ------------ | ------------ | ------------ | ------------ | ------------ | ------ | ------ | ------ | ------ | ------ | ------ | --- |
| Regionalliga sud  | 32    | 17      | 5       | 5       | 7       | 25      | 29      | 17           | 2            | 6            | 9            | 12           | 19           | 34     | 7      | 11     | 16     | 37     | 48     | -11 |
| Coppa di Germania | -     | 1       | 0       | 0       | 1       | 1       | 3       | 0            | 0            | 0            | 0            | 0            | 0            | 1      | 0      | 0      | 1      | 1      | 3      | -2  |
| Totale            | 32    | 18      | 5       | 5       | 8       | 26      | 32      | 17           | 2            | 6            | 9            | 12           | 19           | 35     | 7      | 11     | 17     | 38     | 51     | -13 |

### Andamento in campionato
| Giornata  | 1  | 2  | 3  | 4  | 5  | 6  | 7  | 8  | 9  | 10 | 11 | 12 | 13 | 14 | 15 | 16 | 17 | 18 | 19 | 20 | 21 | 22 | 23 | 24 | 25 | 26 | 27 | 28 | 29 | 30 | 31 | 32 | 33 | 34 |
| --------- | -- | -- | -- | -- | -- | -- | -- | -- | -- | -- | -- | -- | -- | -- | -- | -- | -- | -- | -- | -- | -- | -- | -- | -- | -- | -- | -- | -- | -- | -- | -- | -- | -- | -- |
| Luogo     | T  | C  | T  | C  | T  | C  | T  | C  | T  | C  | T  | C  | T  | C  | C  | T  | C  | C  | T  | C  | T  | C  | T  | C  | T  | C  | T  | C  | T  | C  | T  | T  | C  | T  |
| Risultato | P  | N  | N  | P  | N  | P  | P  | N  | V  | N  | P  | V  | V  | V  | P  | P  | V  | V  | N  | P  | N  | N  | P  | P  | N  | P  | P  | V  | P  | N  | P  | P  | P  | N  |
| Posizione | 17 | 13 | 13 | 13 | 14 | 16 | 17 | 17 | 14 | 15 | 17 | 15 | 13 | 12 | 12 | 13 | 12 | 12 | 13 | 13 | 13 | 13 | 13 | 14 | 14 | 15 | 15 | 15 | 16 | 16 | 16 | 17 | 17 | 17 |

Legenda:

Luogo: C = Casa; T = Trasferta. Risultato: V = Vittoria; N = Pareggio; P = Sconfitta.

### Statistiche dei giocatori
| Giocatore      | Regionalliga sud | Regionalliga sud | Regionalliga sud | Regionalliga sud | Coppa di Germania | Coppa di Germania | Coppa di Germania | Coppa di Germania | Totale   | Totale | Totale      | Totale     |
| Giocatore      | Presenze         | Reti             | Ammonizioni      | Espulsioni       | Presenze          | Reti              | Ammonizioni       | Espulsioni        | Presenze | Reti   | Ammonizioni | Espulsioni |
| -------------- | ---------------- | ---------------- | ---------------- | ---------------- | ----------------- | ----------------- | ----------------- | ----------------- | -------- | ------ | ----------- | ---------- |
| C. Alder       | 32               | 3                | 8                | 0                | 1                 | 0                 | 1                 | 0                 | 33       | 3      | 9           | 0          |
| F. Atmani      | 10               | 1                | 0                | 0                | 0                 | 0                 | 0                 | 0                 | 10       | 1      | 0           | 0          |
| S. Binder      | 19               | 0                | 4                | 1                | 1                 | 0                 | 0                 | 0                 | 20       | 0      | 4           | 1          |
| J. Brito       | 0                | 0                | 0                | 0                | 0                 | 0                 | 0                 | 0                 | 0        | 0      | 0           | 0          |
| D. Brode       | 4                | 0                | 0                | 0                | 0                 | 0                 | 0                 | 0                 | 4        | 0      | 0           | 0          |
| M. Faltermeier | 6                | 0                | 0                | 0                | 0                 | 0                 | 0                 | 0                 | 6        | 0      | 0           | 0          |
| T. Fink        | 13               | 1                | 4                | 0                | 0                 | 0                 | 0                 | 0                 | 13       | 1      | 4           | 0          |
| H. Gfreiter    | 9                | 0                | 0                | 0                | 0                 | 0                 | 0                 | 0                 | 9        | 0      | 0           | 0          |
| G. Gibson      | 7                | 0                | 2                | 0                | 1                 | 0                 | 0                 | 0                 | 8        | 0      | 2           | 0          |
| K. Glibo       | 26               | 1                | 7                | 0                | 1                 | 1                 | 1                 | 0                 | 27       | 2      | 8           | 0          |
| F. Hayer       | 8                | 1                | 1                | 0                | 1                 | 0                 | 0                 | 0                 | 9        | 1      | 1           | 0          |
| J. Hoffmann    | 27               | 2                | 3                | 0                | 1                 | 0                 | 1                 | 0                 | 28       | 2      | 4           | 0          |
| D. Hughes      | 0                | 0                | 0                | 0                | 0                 | 0                 | 0                 | 0                 | 0        | 0      | 0           | 0          |
| S. Jarosch     | 31               | 1                | 5                | 0                | 1                 | 0                 | 0                 | 0                 | 32       | 1      | 5           | 0          |
| L. Jensen      | 18               | 0                | 1                | 0                | 1                 | 0                 | 0                 | 0                 | 19       | 0      | 1           | 0          |
| E. Kern        | 16               | 14               | 4                | 0                | 1                 | 0                 | 0                 | 0                 | 17       | 14     | 4           | 0          |
| S. Kreis       | 11               | 0                | 0                | 0                | 0                 | 0                 | 0                 | 0                 | 11       | 0      | 0           | 0          |
| C. Kritzer     | 15               | 0                | 3                | 0                | 0                 | 0                 | 0                 | 0                 | 15       | 0      | 3           | 0          |
| S. Köck        | 4                | 0                | 0                | 0                | 0                 | 0                 | 0                 | 0                 | 4        | 0      | 0           | 0          |
| G. Mbwando     | 19               | 1                | 2                | 2                | 0                 | 0                 | 0                 | 0                 | 19       | 1      | 2           | 2          |
| D. Montero     | 16               | 0                | 4                | 0                | 1                 | 0                 | 1                 | 0                 | 17       | 0      | 5           | 0          |
| T. Müller      | 5                | 0                | 0                | 0                | 0                 | 0                 | 0                 | 0                 | 5        | 0      | 0           | 0          |
| H. Obele       | 8                | 1                | 0                | 0                | 0                 | 0                 | 0                 | 0                 | 8        | 1      | 0           | 0          |
| M. Petry       | 14               | 1                | 4                | 0                | 1                 | 0                 | 1                 | 0                 | 15       | 1      | 5           | 0          |
| C. Pollinger   | 6                | 0                | 0                | 0                | 0                 | 0                 | 0                 | 0                 | 6        | 0      | 0           | 0          |
| M. Reisinger   | 1                | 0                | 0                | 0                | 0                 | 0                 | 0                 | 0                 | 1        | 0      | 0           | 0          |
| D. Romminger   | 10               | 0                | 1                | 0                | 0                 | 0                 | 0                 | 0                 | 10       | 0      | 1           | 0          |
| E. Sabanov     | 30               | 0                | 5                | 0                | 1                 | 0                 | 0                 | 0                 | 31       | 0      | 5           | 0          |
| J. Schmid      | 28               | 4                | 4                | 0                | 1                 | 0                 | 0                 | 0                 | 29       | 4      | 4           | 0          |
| B. Schmiofski  | 0                | 0                | 0                | 0                | 0                 | 0                 | 0                 | 0                 | 0        | 0      | 0           | 0          |
| A. Schäffer    | 15               | 0                | 2                | 0                | 0                 | 0                 | 0                 | 0                 | 15       | 0      | 2           | 0          |
| A. Šynder      | 1                | 0                | 0                | 0                | 0                 | 0                 | 0                 | 0                 | 1        | 0      | 0           | 0          |
| S. Tiganj      | 11               | 1                | 3                | 0                | 0                 | 0                 | 0                 | 0                 | 11       | 1      | 3           | 0          |
| D. Toppmöller  | 22               | 5                | 6                | 0                | 0                 | 0                 | 0                 | 0                 | 22       | 5      | 6           | 0          |
| C. Trombin     | 7                | 0                | 1                | 0                | 1                 | 0                 | 0                 | 0                 | 8        | 0      | 1           | 0          |
| C. Wimmer      | 6                | 0                | 0                | 0                | 0                 | 0                 | 0                 | 0                 | 6        | 0      | 0           | 0          |
| C. Zechmann    | 1                | 0                | 0                | 0                | 0                 | 0                 | 0                 | 0                 | 1        | 0      | 0           | 0          |